# آرزوی مرگ ۴: مجازات
آرزوی مرگ ۴: مجازات (به انگلیسی: Death Wish 4: The Crackdown) یک فیلم انتقام‌جویانه و دلهره‌آور آمریکایی محصول سال ۱۹۸۷ و چهارمین قسمت از سری فیلم‌های آرزوی مرگ محسوب می‌شود. قسمت اول این مجموعه در سال (۱۹۷۴) منتشر شد. در این فیلم چارلز برانسون برای چهارمین بار نقش پاول کرسی را ایفا می‌کند. در این فیلم کرسی پس از مرگ دختر دوستش بر اثر مصرف بیش از حد مواد مخدر، یک بار دیگر مجبور می‌شود تا یک مجری عدالت باشد. او توسط یک صاحب روزنامه به نام ناتان وایت (جان پی. رایان) استخدام می‌شود تا چهره‌های جنایتکار مختلف تجارت مواد مخدر لس آنجلس را از بین ببرد.
مایکل وینر که سه فیلم اول این مجموعه را کارگردانی کرد، جای خود را به جی لی تامپسون داد. این فیلم نسبت به نسخه‌های قبلی خود بودجه بسیار کمتر و انتشار محدودتری داشت. این فیلم در ۶ نوامبر ۱۹۸۷ در آمریکای شمالی اکران شد. فیلم بالیوودی مهره (فیلم ۱۹۹۴) یک بازسازی غیررسمی از این فیلم است. این فیلم هفتمین همکاری بین برانسون و کارگردان جی. لی تامپسون است.

## بازیگران
- چارلز برانسون در نقش پاول کرسی
- کی لنز به عنوان کارن شلدون
- جان پی رایان در نقش ناتان وایت
- پری لوپز در نقش اد زاکاریاس
- جورج دیکرسون به عنوان راینر
- سون-تک اوه در نقش نوذاکی
- دانا بارون در نقش اریکا شلدون
- دنی ترخو
- تیم راس در نقش جسی

## گیشه
این فیلم در رتبه ششم قرار گرفت. سودی نزدیک به ۲ میلیون دلار از ۵ میلیون دلار دیگر به دست آورد (معادل ۱۴ میلیون دلار در سال ۲۰۱۶). طبق گزارش‌ها این فیلم با بودجه ۵ میلیون دلاری، این فیلم تنها مبلغ ناچیزی از ۷ میلیون دلار به دست آورد که به فهرست بزرگ شکست‌های مالی گروه کانن که در آستانه فروپاشی بودند، اضافه شد.